# طاغوت خوان فرنانديز القرقفي
طاغوت خوان فرنانديز القرقفي (الاسم العلمي: Anairetes fernandezianus) هو نوع من الطيور ينتمي إلى فصيلة عصافير الملك. وهو يتوطن في جزر خوان فرنانديز في جنوب المحيط الهادئ قبالة تشيلي.
موائلها الطبيعية هي المناطق شبه الإستوائية أو الغابات الإستوائية الرطبة المنخفضة، والحدائق الريفية، والمناطق الحضرية. وهو مهدد بخسارة موطنه.

## التصنيف
يُعتقد أن جنس طاغوت خوان فرنانديز القرقفي، أنيريتيس، يرتبط ارتباطاً وثيقاً بجنس ميكورسيكولوس وسيربوفاغا. ومع ذلك، لا توجد أدلة قاطعة تدعم هذا الإدعاء. ومن المعروف أن أعضاء جنس أنيريتيس عادة من الطواغيت القرقفية بسبب سلوكهم النشط في البحث عن المؤن وأعرافهم شبيهة بتلك الموجودة عند القراقيف.